# Christopher Dresser
Christopher Dresser (Glasgow, 1834 — Mulhouse, 1904) foi um designer industrial, botânico, escritor e professor. É considerado um dos pioneiros do campo do design.

## Biografia
Christopher Dresser nasceu em 1834, em Glaslow, Escócia. Filho de pais ingleses, sua família era de origem modesta. Seu pai era fiscal sendo enviado periodicamente para diferentes lugares. Sendo assim, Dresser passou cinco anos de sua infância na Irlanda. Ainda criança, seu talento foi notado, e, em 1847, com treze anos (dois a menos que o habitual), foi admitido na Government Schools of Design (predecessora do Royal College of Art), em Londres, fundada em 1837 com a finalidade de melhorar o design para a indústria.
Ligado fortemente ao movimento de reforma do design na segunda metade do século XIX, Christopher Dresser é considerado o primeiro designer industrial. Profundamente influenciado pelo arquiteto e designer Augustus Welby Northmore Pugin (1812–1852), bem como pelo ornamentalista Owen Jones (1809–1874), Dresser também se inspirou nas formas botânicas e nas artes do Japão.
Durante seus estudos, Dresser foi apresentado a disciplina de botânica, em 1856 contribuiu com uma placa botânica para a célebre publicação de Owen Jones: The Grammar of Ornament. Continuando a se concentrar na botânica, Dresser lecionou em 1854 na Escola Feminina de Design e publicou artigos e livros sobre o assunto. Em 1859, ele recebeu um doutorado à reveliana em botânica pela Universidade de Jena, Alemanha. Ele foi eleito membro da Sociedade Botânica de Edimburgo em 1860 e membro da Linnean Society um ano depois. Logo se estabeleceu como um profissional da área do design, em 1862 publicou seu primeiro livro teórico, The Art Of Decorative Design, seguido pelo Development Ornamental Art at the Internationaeul, que se referia à Exposição Internacional de Londres de 1862.
Dresser se esforçou para produzir objetos domésticos acessíveis, funcionais e bem projetados. Diferente de William Morris, e outros designers que tinham como preferência produzir apenas peças artesanais, Christopher Dresser projetava especificamente para o crescente mercado consumidor.

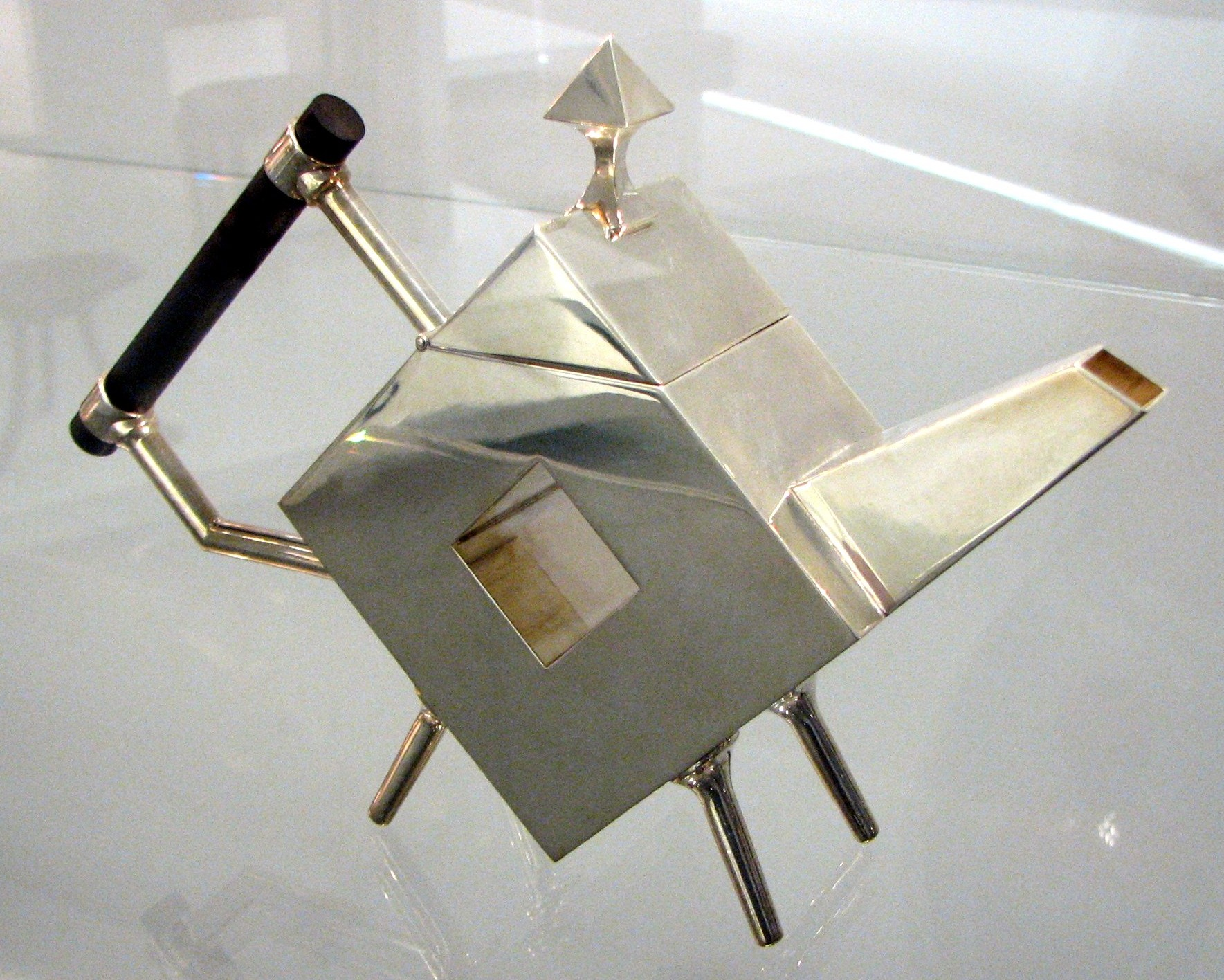
Teapot - Bule. Dressed, Christopher. 1879.

Em 1880, abre sua Art Furnishers' Alliance no centro do distrito de luxo em Londres, próxima a outras grandes companias como Morris & Co., Liberty's, The Fine Art Society e a Grosvernor Gallery.
Dresser é considerado o pai do design por seu trabalho teórico e prático, tendo feito o trabalho de design de forma independente e com modelos e objetos de qualidade projetados para produção em massa.
Seu estilo precursor dos tempos influenciou gerações de designers e prova seu valor resultando em alguns de seus objetos de metal de uso diário que permanecem em produção até o século XXI.
Diante de diversas obras conhecidas, o design do Bule, criado em 1879, chama bastante atenção pelo seu designer com formas simétricas e retilíneas e superficíes não decoradas. Este design aparece no livro de custos de James Dixon & Sons de 1879 como design no. 2274 e é descrito como 'japonês inglês', apontando para a influência japonesa em alguns dos projetos de metalurgia mais radicais de Dresser.

### Japão
Embora o designer tenha encontrado diversas obras japonesas em sua vida acadêmica, seu interesse pelas formas aumentaram após a Exposição Internacional de Londres em 1852, onde foi exposto a uma infinidade de objetos de arte japoneses. Em 1876, se torna o primeiro designer europeu a ser enviado ao Japão pelo governo britânico levando um presente para o recém-inaugurado Museu Nacional em Tokyo. Aprofundou-se mais sobre as formas japonesas, que em seu próprio trabalho se traduziu em maior atenção ao material, forma, superfície e técnicas de fabricação.

### Falecimento
Próximo ao fim de sua vida, Dresser projetou principalmente para fabricantes de papel de parede e têxteis. Christopher Dresser faleceu em 24 de novembro de 1904, em Mulhouse, na França, enquanto dormia no Hotel Central, durante uma viagem de negócios. Dresser estava acompanhado de seu filho Louis.

## Obras publicadas
Christopher Dresser publicou diversas obras durante sua carreira.
- The Art of Decorative Design. Dresser, Christopher. 1862.

- Development of ornamental art in the International Exhibition. Dresser, Christopher. 1862.
- Principles of decorative design. Dresser, Christopher. 1870.
- Studies in design. Dresser, Christopher. 1876.
- Japan: its architecture, art, and art manufactures. Dresser, Christopher. 1882.[2][7]